# 楊曾文
楊 曾文（よう そうぶん、1939年12月 - ）は、中華人民共和国の仏教学者。中国仏教史を専攻。

## 人物
山東省即墨区出身。1964年、北京大学卒業。中国社会科学院世界宗教研究所研究員、中国社会科学院学部委員。

## 日本語著書
- 楊曾文・源了圓 編『宗教』大修館書店〈日中文化交流史叢書〉、1996年7月1日。ISBN 4469130443。